# Liste von Söhnen und Töchtern der Stadt Columbus (Ohio)
Dies ist eine Liste bekannter Persönlichkeiten, die in der US-amerikanischen Stadt Columbus (Ohio) geboren wurden. Die Liste erhebt keinen Anspruch auf Vollständigkeit.

## 19. Jahrhundert

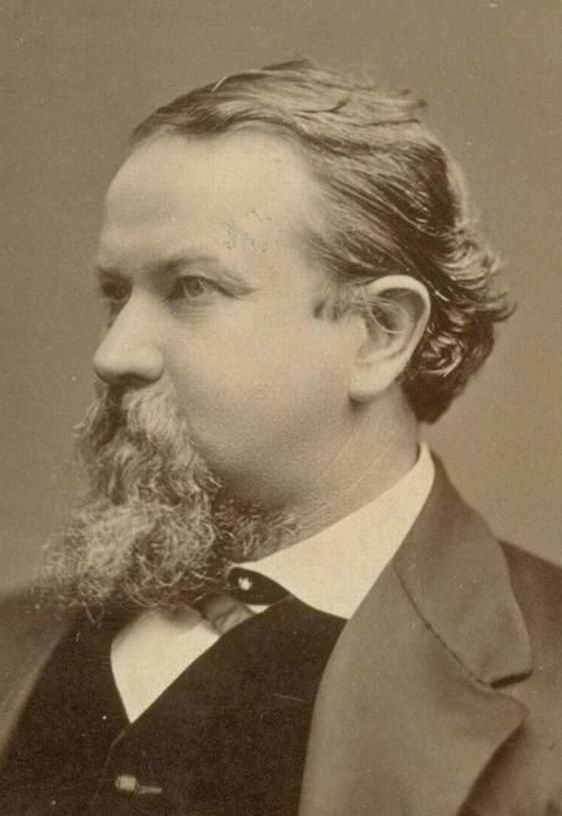
Milton Latham
(1827–1882)

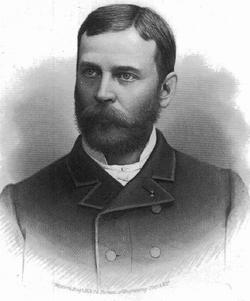
John Baldwin Neil
(1842–1902)

Prescott Bush
(1895–1972)

- Irvin McDowell (1818–1885), Generalmajor
- Milton Latham (1827–1882), Politiker
- Wager Swayne (1834–1902), General
- John Baldwin Neil (1842–1902), Offizier und Politiker; Gouverneur des Idaho-Territoriums
- Flora Wambaugh Patterson (1847–1928), Botanikerin und Mykologin
- Elizabeth Taylor (1856–1932), Malerin, Botanikerin, Journalistin und Globetrotterin
- Granville T. Woods (1856–1910), Erfinder
- Stanton Coit (1857–1944), Menschenrechtler
- Francis William Howard (1867–1944), römisch-katholischer Geistlicher, Bischof von Covington
- Edward L. Taylor (1869–1938), Politiker
- Casper H. Conrad Jr. (1872–1954), Brigadegeneral der United States Army
- Edward C. Turner (1872–1950), Jurist und Politiker
- Dorothy Reed Mendenhall (1874–1964), Ärztin
- Grant Mitchell (1874–1957), Schauspieler
- Charles G. Bond (1877–1974), Jurist und Politiker
- Stanley H. Ford (1877–1961), Generalleutnant
- Julia Swayne Gordon (1878–1933), Schauspielerin[1]
- Frederick Clarence Weber (1878–1980), Chemiker
- John Wesley Young (1879–1932), Mathematiker
- George Wesley Bellows (1882–1925), Maler, Zeichner und Lithograph
- Earle Hesse Kennard (1885–1968), Physiker
- Elizabeth Bancroft Schlesinger (1886–1977), Historikerin
- Warner Baxter (1889–1951), Schauspieler
- Evan J. Crane (1889–1966), Chemiker
- Edward Vernon Rickenbacker (1890–1973), Automobilrennfahrer, Unternehmer und Jagdflieger im Ersten Weltkrieg
- Grace Cunard (1893–1967), Schauspielerin, Regisseurin und Drehbuchautorin
- Bob Karch (1894–1958), American-Football-Spieler
- Donald Ogden Stewart (1894–1980), Drehbuchautor und Schauspieler
- James Thurber (1894–1961), Schriftsteller
- Prescott Bush (1895–1972), US-Senator und Geschäftsführer der Wall-Street-Bank Brown Brothers Harriman, Vater von George Bush und Großvater von George W. Bush
- Homer Ruh (1895–1971), American-Football-Spieler
- Clovis E. Byers (1899–1973), Generalleutnant der United States Army
- Louis Frederick Fieser (1899–1977), Chemiker
- Frank McGee (1899–1934), Baseballspieler
- Milton Bernhard Trautman (1899–1991), Ichthyologe und Ornithologe

## 20. Jahrhundert

### 1901–1920

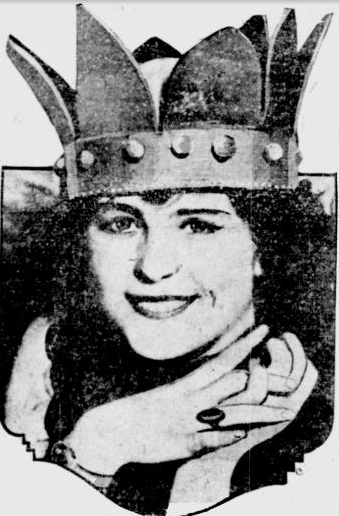
Mary Katherine Campbell
(1906–1990)

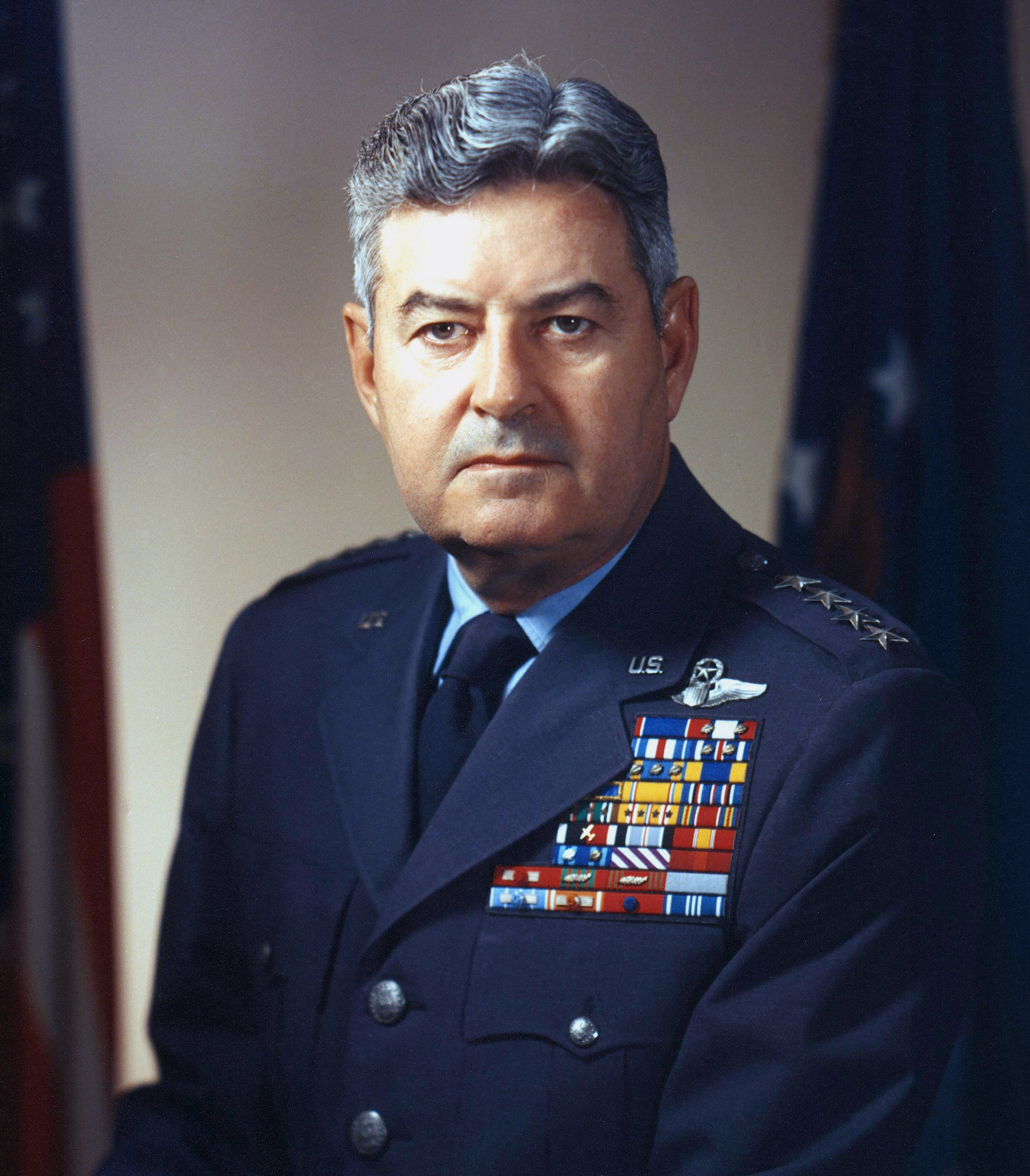
Curtis E. LeMay
(1906–1990)

- Don H. Ebright (1902–1976), Bankier, Beamter und Politiker
- Ruth Ella Moore (1903–1994), Bakteriologin und Hochschullehrerin
- Thomas Kilgore Sherwood (1903–1976), Chemieingenieur
- Roger W. Tracy (1903–1964), Politiker
- Loren Windom (1905–1988), Offizier
- Edwin Ziegfeld (1905–1987), Kunstpädagoge
- Mary Katherine Campbell (1906–1990), Schönheitskönigin; 1922 und 1923 die zweite und dritte Miss America
- Curtis E. LeMay (1906–1990), General der US Air Force, Oberbefehlshaber des Strategic Air Command
- Daniel S. Earhart (1907–1976), Politiker
- Charles Morrey (1907–1984), Mathematiker
- Gene Sheldon (1908–1982), Schauspieler[2]
- George Simpson (1908–1961), Sprinter
- Elizabeth Timberman (1908–1988), Fotografin
- John W. Bush (1909–2002), Unternehmer, Staatsminister sowie Regierungsbediensteter
- Ketti Frings (1909–1981), Drehbuchautorin und Dramatikerin
- Francis P. Bundy (1910–2008), Physiker
- David T. Griggs (1911–1974), Geophysiker
- G. Blakemore Evans (1912–2005), Literaturwissenschaftler
- James A. Ryder (1913–1997), Unternehmer
- Dody Goodman (1914–2008), Schauspielerin[3]
- Sam Hanks (1914–1994), Rennfahrer
- Sweets Edison (1915–1999), Jazztrompeter
- Maurice Lazarus (1915–2004), Unternehmer
- Leah Neuberger (1915–1993), Tischtennisspielerin
- Charles F. Hockett (1916–2000), Linguist
- Robert L. Metcalf (1916–1998), Entomologe
- Arthur M. Schlesinger (1917–2007), Historiker
- Bobby Byrne (1918–2006), Posaunist und Bigband-Leader
- Ralph Wilson (1918–2014), Unternehmer
- William G. Dauben (1919–1997), Chemiker
- Eileen Heckart (1919–2001), Schauspielerin
- Robert T. McCall (1919–2010), Maler
- Nelson Wesley Trout (1920–1996), erster afroamerikanischer Bischof in der ELCA

### 1921–1930

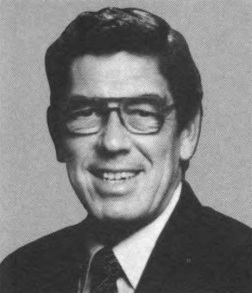
Bud Brown
(1927–2022)

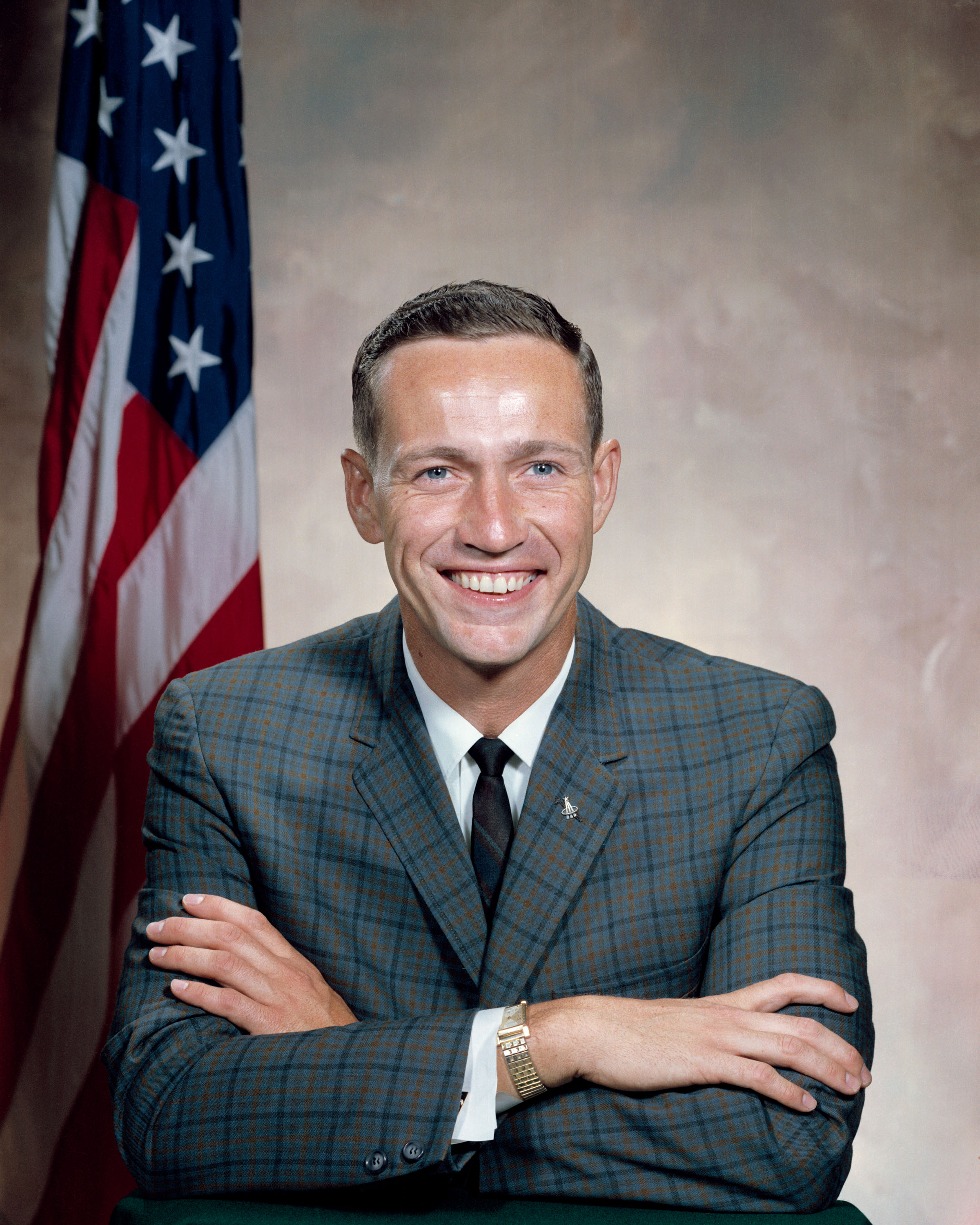
Donn Eisele
(1930–1987)

- Tom Poston (1921–2007), Schauspieler
- Bill Willis (1921–2007), American-Football-Spieler
- George Wilson (1921–1999), Comic- und Coverzeichner
- George Avis Fulcher (1922–1984), römisch-katholischer Geistlicher, Bischof von Lafayette in Indiana
- Thelma Thall (* 1924), Tischtennisspielerin
- Larry Ward (1924–1985), Schauspieler
- Rolland V. Heiser (1925–2016), Generalleutnant der United States Army
- Roger Smith (1925–2007), CEO von General Motors
- William A. Oliver (1926–2005), Paläontologe und Geologe
- Bud Brown (1927–2022), Politiker
- Bob Johnson (1927–2008), Autorennfahrer
- Hank Marr (1927–2004), R&B- und Jazzmusiker
- Bob Shamansky (1927–2011), Politiker
- Abner Shimony (1928–2015), Physiker und Wissenschaftsphilosoph
- Bobby Walston (1928–1987), American-Football-Spieler
- Rusty Bryant (1929–1991), Soul-, Jazz- und Blues-Saxophonist
- Tom Schmitt (* 1929), Maler, Video- und Computerkünstler
- Ann Twardowicz (1929–1973), Malerin und Grafikerin
- Robert Atkins (1930–2003), Kardiologe und Ernährungswissenschaftler
- Walter Dean Burnham (1930–2022), Politikwissenschaftler
- Donn Eisele (1930–1987), Astronaut, flog mit Apollo 7 ins All
- John D. Herbert (1930–2017), Jurist und Politiker

### 1931–1950

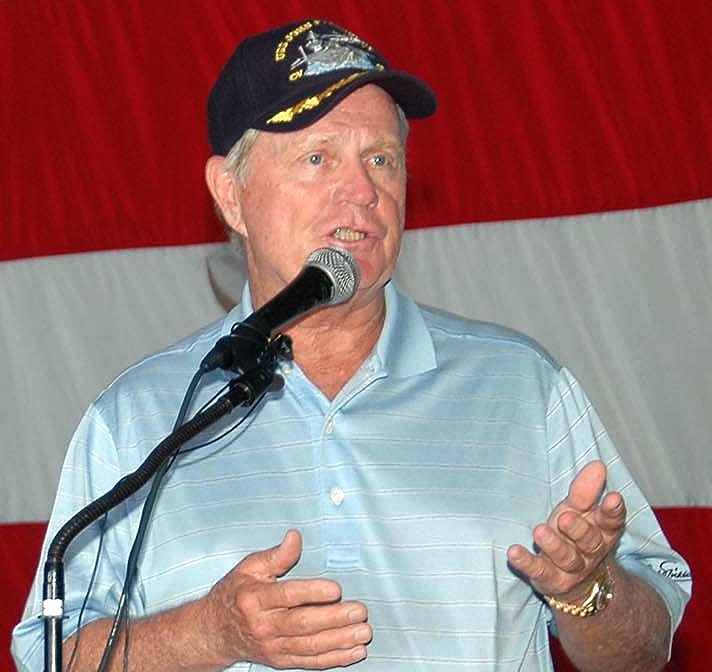
Jack Nicklaus
(* 1940)

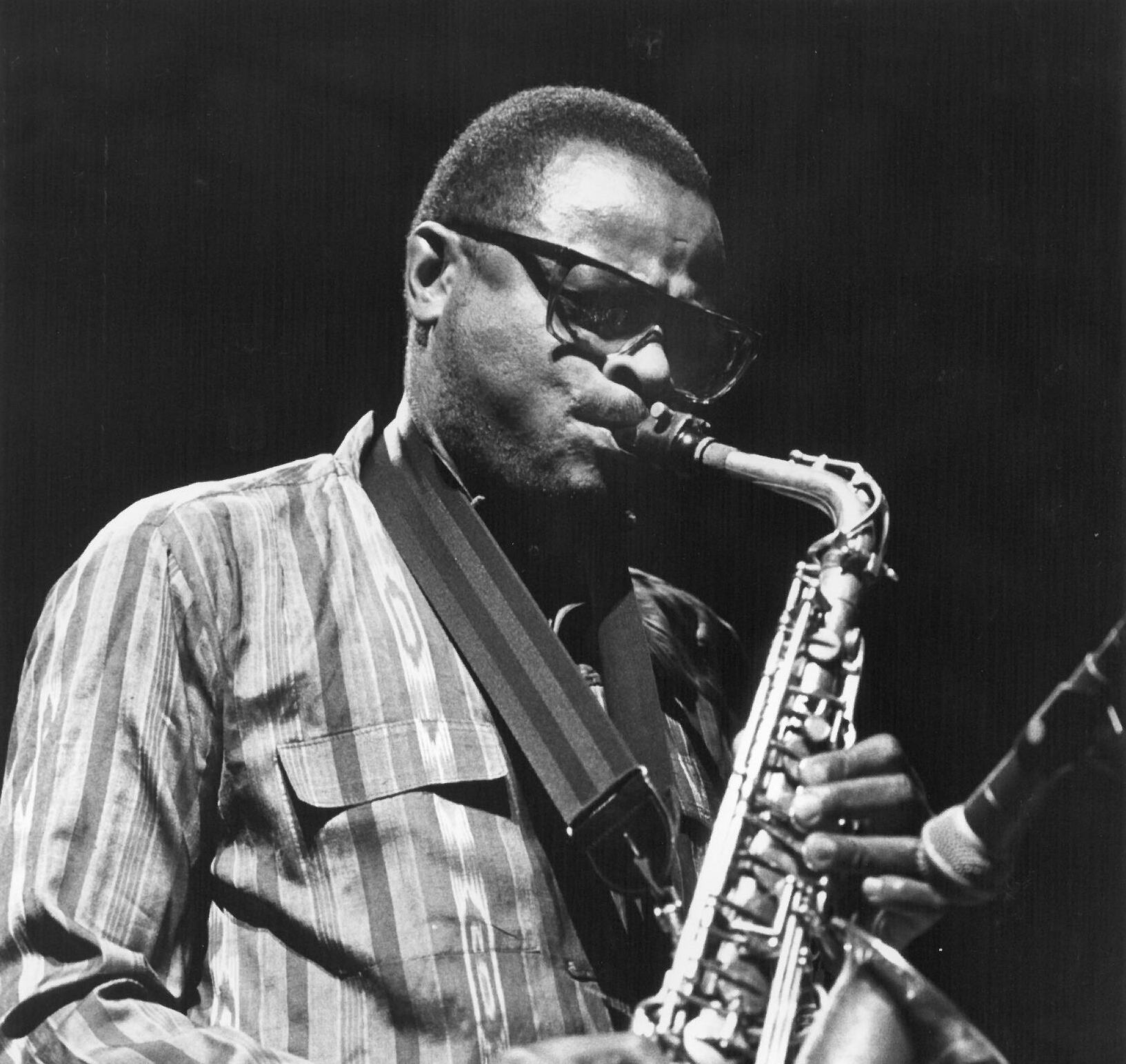
Steve Potts
(* 1943)

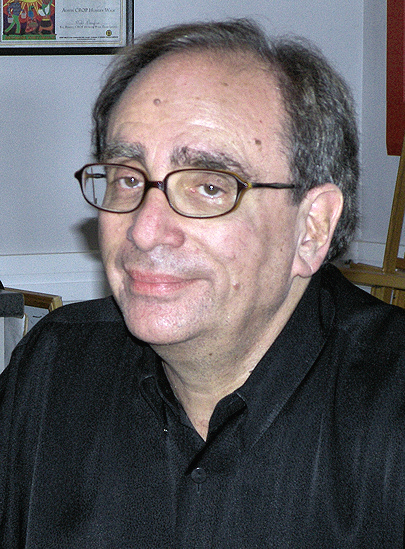
R. L. Stine
(* 1943)

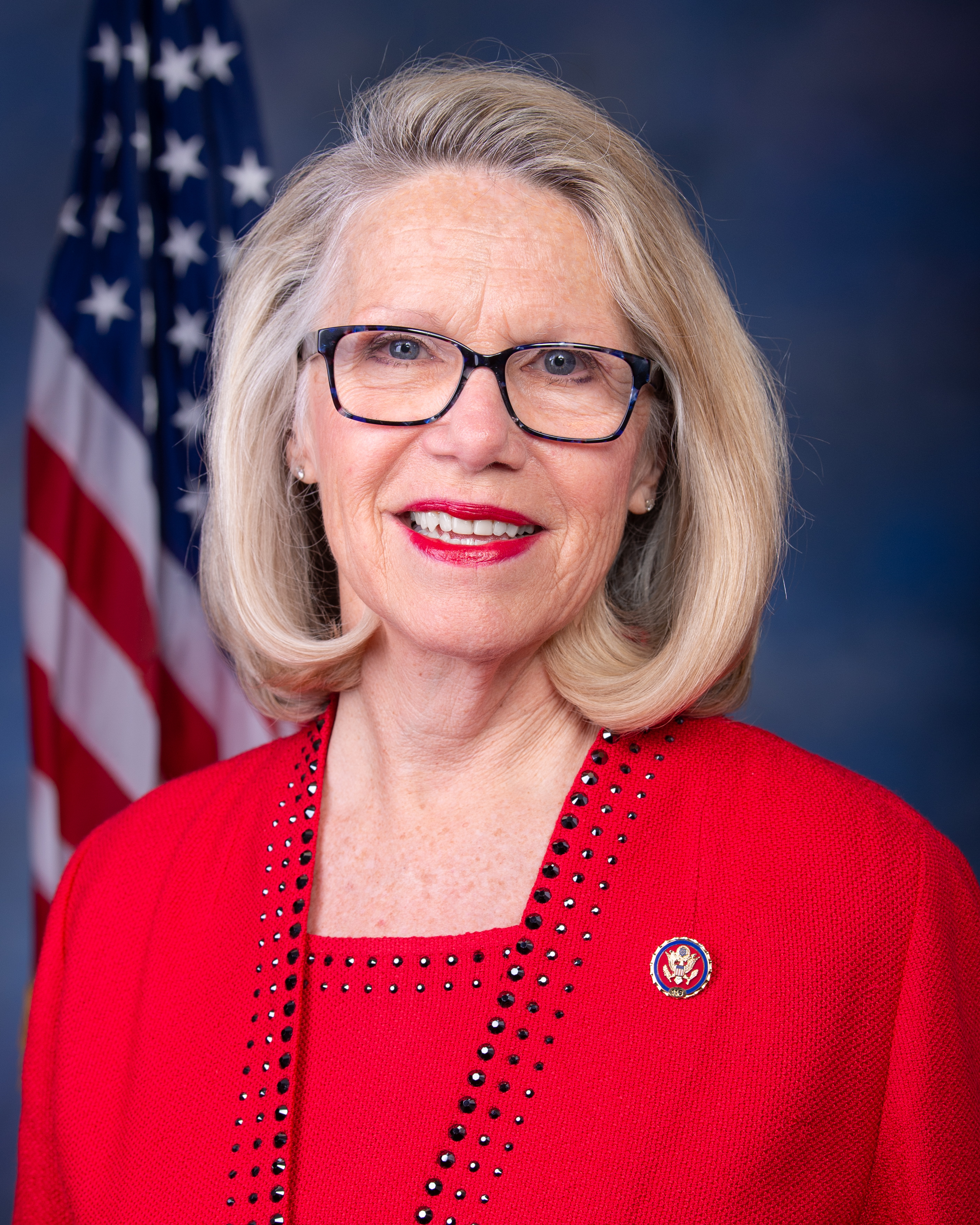
Carol Miller
(* 1950)

- Majel Barrett (1932–2008), Schauspielerin und Witwe von Gene Roddenberry
- Jack Cady (1932–2004), Autor von Science-Fiction-, Fantasy- und Horror-Novellen, Kurzgeschichten und Romanen
- Walter S. Gibson (1932–2018), Kunsthistoriker und Universitätsprofessor
- Jack Smith (1932–1989), Filmregisseur
- Rahsaan Roland Kirk (1935–1977), Saxophonist und Multi-Instrumentalist
- Don Patterson (1936–1988), Jazzorganist
- Sterling Seagrave (1937–2017), Asienkenner und Autor
- Bobby Hendricks (* 1938/1939–2022), Soulsänger
- Gene Walker (1938–2014), R&B- und Jazzmusiker
- Gary LeFebvre (1939–2013), Jazzmusiker
- Andrew Maguire (* 1939), Politiker
- Linda Katherine Escobar (1940–1993),  Botanikerin und Hochschullehrerin
- Jack Nicklaus (* 1940), Golfspieler
- Stephen M. Robinson (* 1942), Mathematiker
- William Cochran (1943–2022), Opernsänger
- James Ludlow Elliot (1943–2011), Astrophysiker
- Steve Potts (* 1943), Jazzsaxophonist
- R. L. Stine (* 1943), Kinderbuchautor
- Lawrence R. Sulak (* 1944), Teilchenphysiker
- David Spangler (* 1945), Buchautor und Vortragsredner
- John Sheridan (1946–2021), Jazzpianist und Arrangeur
- Charles Barton (* 1947), US-amerikanisch-schwedischer Basketballtrainer und -spieler
- Linda J. Saif (* 1947), Mikrobiologin
- Judith Barry (* 1949), Installationskünstlerin
- Sue Klebold (* 1949), Autorin und soziale Aktivistin
- Lois McMaster Bujold (* 1949), Autorin von Science-Fiction- und Fantasybüchern
- Philip Michael Thomas (* 1949), Schauspieler
- Peter Fend (* 1950), Konzept- und Land Art-Künstler
- Brenda Laurel (* 1950), Informatikerin, Computerspieledesignerin und Professorin
- Carol Miller (* 1950), Politikerin (Republikanische Partei)

### 1951–1960

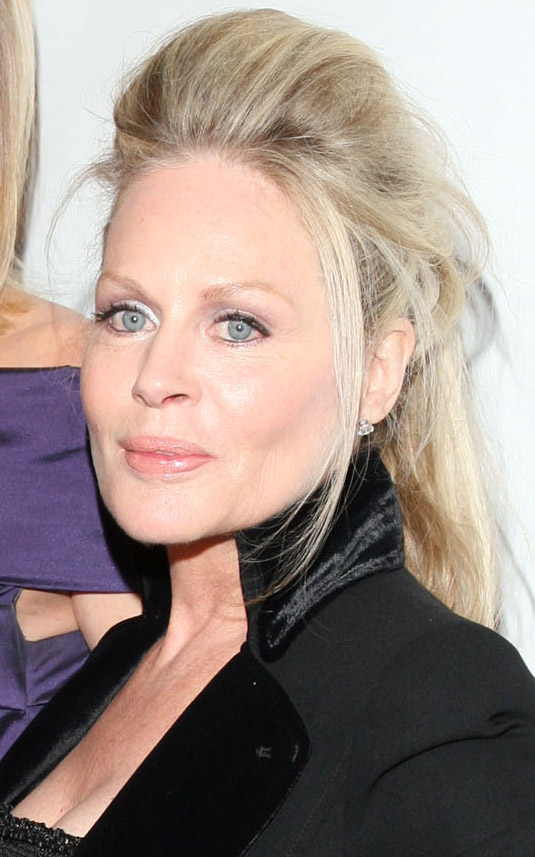
Beverly D’Angelo
(* 1951)

- Paul Clinton (1951–2006), Filmkritiker
- Beverly D’Angelo (* 1951), Schauspielerin und Sängerin
- Burgess Owens (* 1951), Politiker (Republikanische Partei) und American-Football-Spieler
- Bo Lamar (* 1951), Basketballspieler
- Ford Beckman (1952–2014), Maler
- Jennette Bradley (* 1952), Politikerin (Republikanische Partei)
- John Fergus (* 1952), Autorennfahrer
- Kathleen McGrath (1952–2002), Offizierin der United States Navy
- Randy Savage (1952–2011), Wrestler (Macho Man Randy Savage)
- Neal James Buckon (* 1953), römisch-katholischer Weihbischof im Militärordinariat
- Rose Gottemoeller (* 1953), Staatssekretärin im US-Außenministerium
- Alex Grey (* 1953), Künstler
- Archie Griffin (* 1954), American-Football-Spieler
- Ellen Klages (* 1954), Schriftstellerin
- Deborah Wilson (* 1955), Wasserspringerin
- Michael Feinstein (* 1956), Songwriter und Pianist
- Christopher B. Frye (* 1956), Komponist und Musikpädagoge
- Pat McCrory (* 1956), Politiker
- Patricia Spratlen (* 1956), Ruderin
- Michael James Foreman (* 1957), Astronaut
- James Kowalski (* 1957), Generalleutnant der United States Air Force
- Jermaine Stewart (1957–1997), Popsänger
- Leo Randolph (* 1958), Boxer
- Tomas Ulrich (* 1958), Cellist und Komponist
- Joshua Angrist (* 1960), Wirtschaftswissenschaftler, Hochschullehrer und Nobelpreisträger
- Richard Biggs (1960–2004), Fernseh- und Theaterschauspieler
- Mark Dindal (* 1960), Regisseur, Animator und Synchronsprecher
- James Douglas (* 1960), Boxweltmeister im Schwergewicht
- Tim Grimm (* 1960), Schauspieler und Folksänger
- Bruce Johnson (* 1960), Politiker (Republikanische Partei)
- Russ Lossing (* 1960), Jazzpianist und Komponist

### 1961–1970

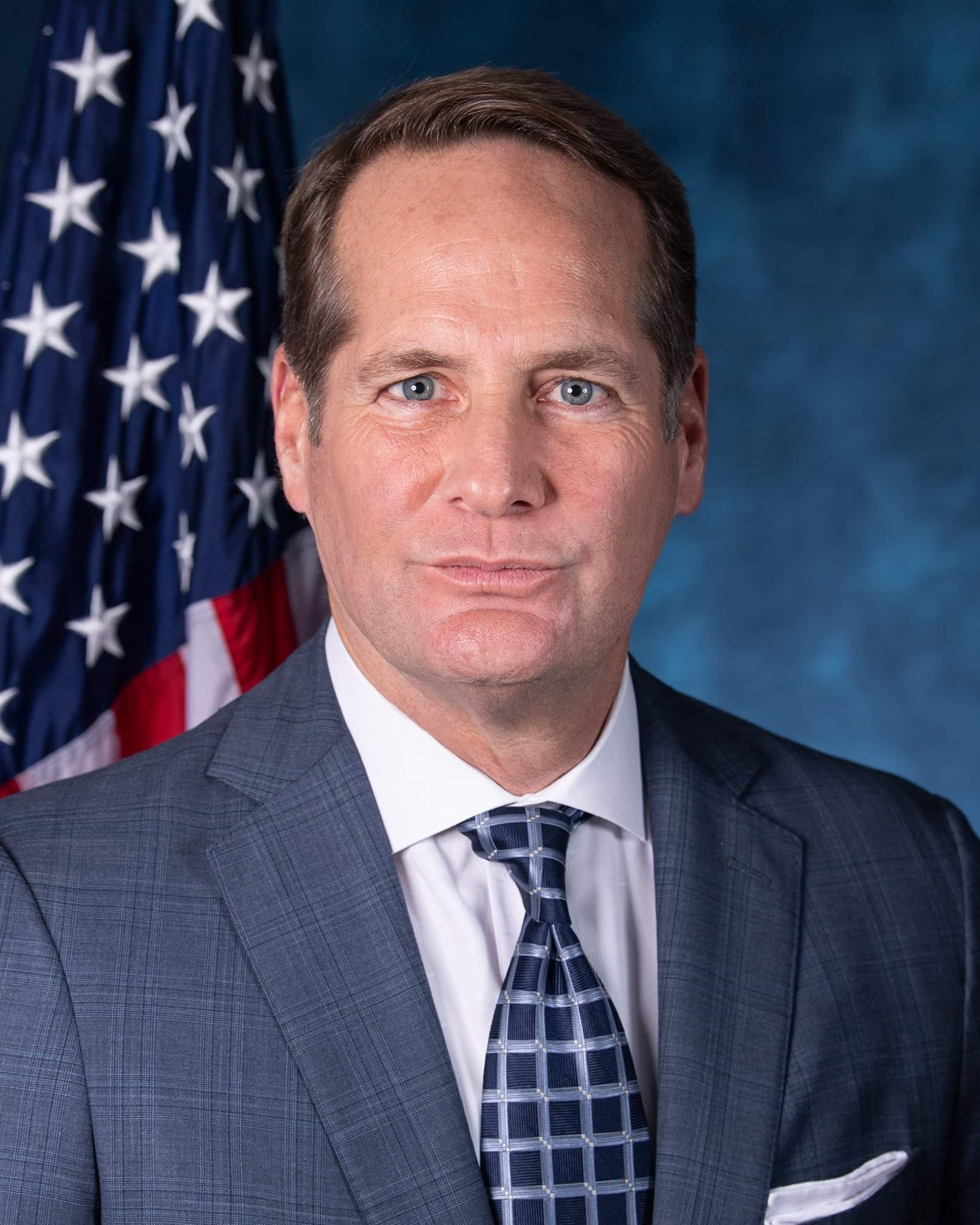
Harley Rouda
(* 1961)

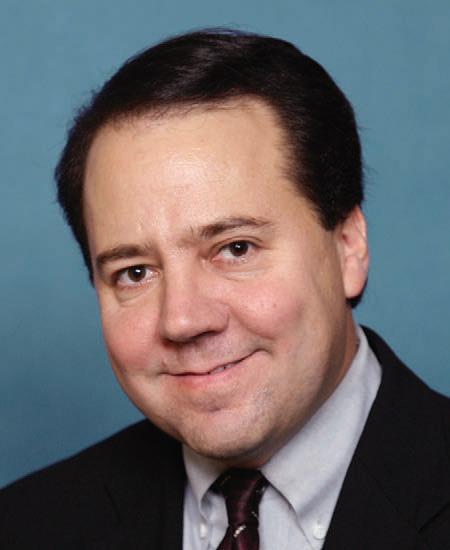
Pat Tiberi
(* 1962)

- Richard Foltz (* 1961), kanadischer Wissenschaftler
- Jerry Page (* 1961), Boxer
- Harley Rouda (* 1961), Politiker (Demokratische Partei)
- Foley (* 1962), Musiker
- Andrew Hampsten (* 1962), Radrennfahrer
- Pat Tiberi (* 1962), Politiker
- Jacqueline Woodson (* 1963), Schriftstellerin
- Mick Barry (* 1964), irischer Politiker
- Darin Allen (* 1965), Boxer
- Ted Allen (* 1965), Autor und Fernsehmoderator
- Lisa Bonder-Kreiss (* 1965), Tennisspielerin
- Nelson Carmichael (* 1965), Freestyle-Skier
- Tom Chase (* 1965), Pornodarsteller
- Gigi Rice (* 1965), Schauspielerin
- Dina Spybey (* 1965), Schauspielerin
- Marnie McPhail (* 1966), Schauspielerin, Synchronsprecherin und Sängerin
- Kellie Waymire (1967–2003), Schauspielerin
- Jack Plotnick (* 1968), Schauspieler
- Jeff Jacobs (1969–2011), Musiker
- Jimmy Bennington (* 1970), Jazz-Schlagzeuger
- Mike Brown (* 1970), Basketballtrainer
- Gary LeVox (* 1970), Musiker
- Lorissa McComas (1970–2009), Schauspielerin[4]
- Rachel Papo (* 1970), israelische Kunstfotografin und Bildjournalistin

### 1971–1980
- Jay DeMarcus (* 1971), Musiker

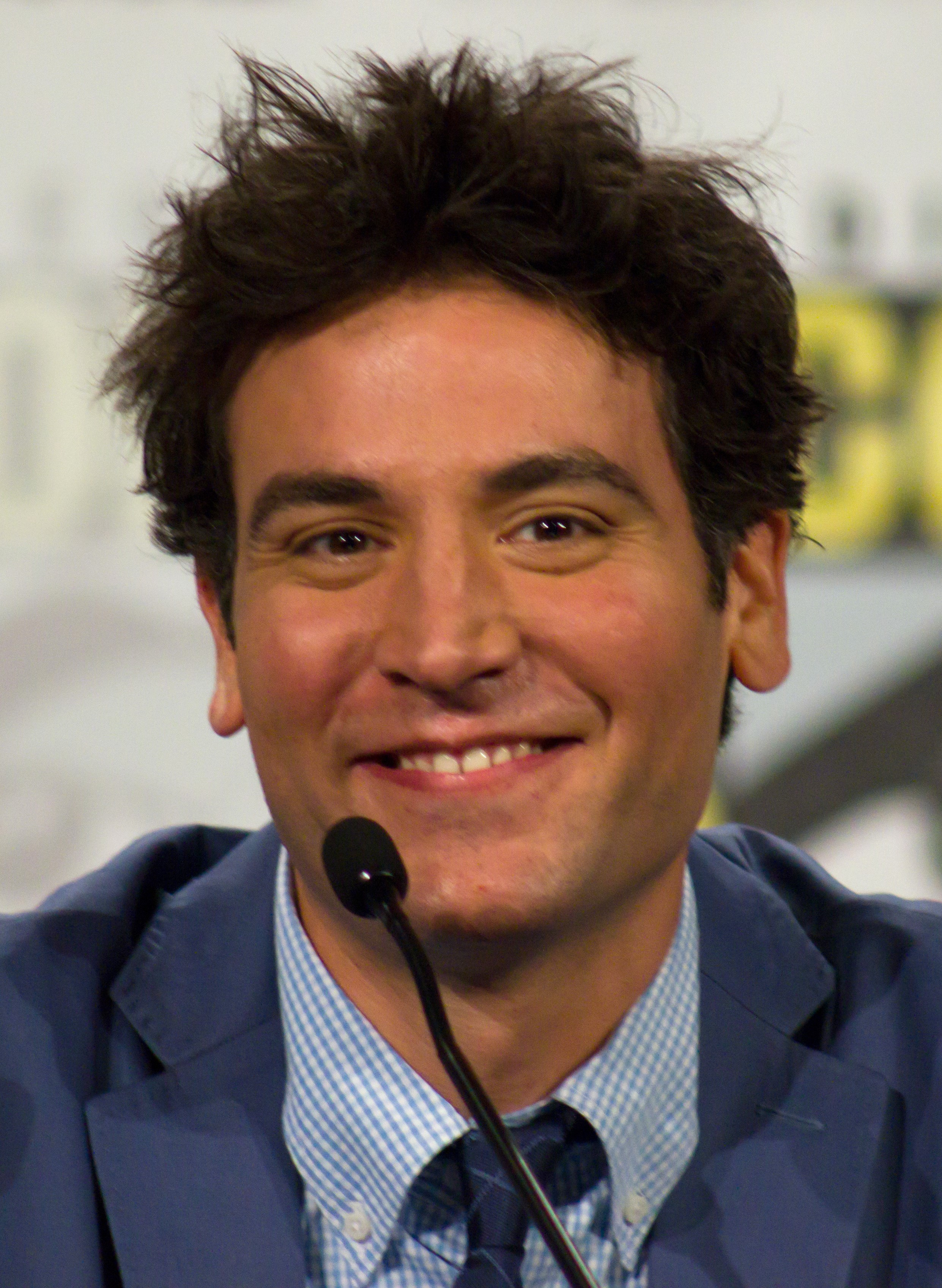
Josh Radnor
(* 1974)

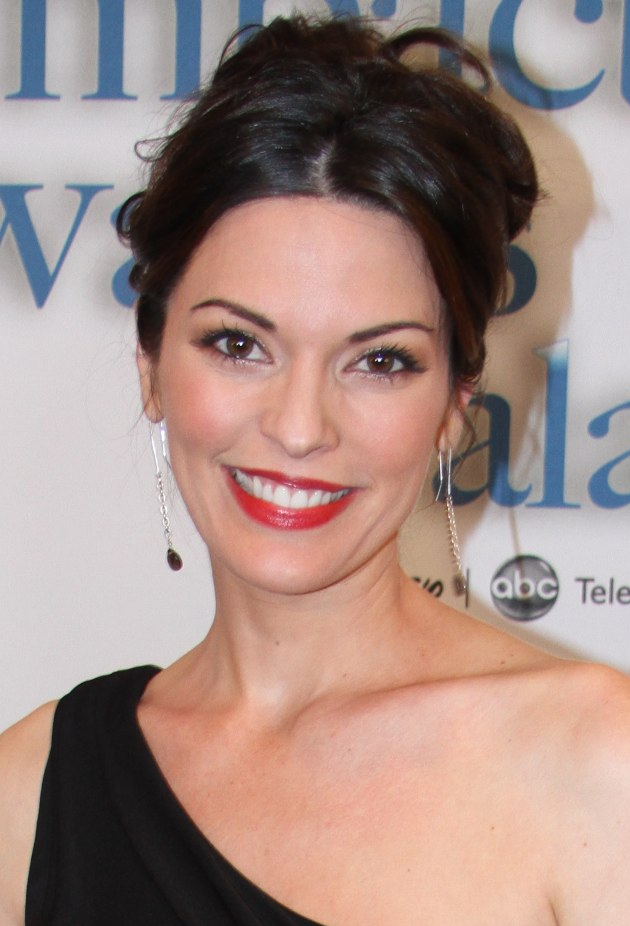
Alana de la Garza
(* 1976)

- Ellis Avery (1972–2019), Autorin, Anglistin und Dichterin
- Jamal Duff (* 1972), Schauspieler und Footballspieler
- Brian Grant (* 1972), Basketballspieler
- Adrienne Miller (* 1972), Autorin und Journalistin
- Tash (* 1972), Rapper
- Michael Dougherty (* 1974), Regisseur und Drehbuchautor
- Allison Joy Langer (* 1974), Schauspielerin
- Josh Radnor (* 1974), Schauspieler
- Antonio Daniels (* 1975), Basketballspieler
- Andrew Ginther (* 1975), Politiker
- Bizzy Bone (* 1976), Rapper
- Alana de la Garza (* 1976), Schauspielerin
- Cherry Chevapravatdumrong (* 1977), Fernsehproduzentin, Drehbuchautorin, Schriftstellerin und Komikerin
- Ben Curtis (* 1977), Profigolfer
- Al Shearer (* 1977), Schauspieler
- Maggie Smith (* 1977), Schriftstellerin und Redakteurin
- Camu Tao (1977–2008), Rapper und Musikproduzent
- Kenny Gregory (* 1978), Basketballspieler
- Lilia Osterloh (* 1978), Tennisspielerin
- John Whorton (* 1978), Basketballspieler
- Forrest Griffin (* 1979), Mixed-Martial-Arts-Kämpfer
- Chris Leitch (* 1979), Fußballspieler
- Michael Redd (* 1979), Basketballspieler
- Sarah Fisher (* 1980), Automobilrennfahrerin
- Jeff Gibbs (* 1980), Basketballspieler
- Illogic (* 1980), Rapper
- Chris Moss (* 1980), Basketballspieler
- Leon Rodgers (* 1980), Basketballspieler
- Nick Swisher (* 1980), Baseballspieler
- Ryan Wilson (* 1980), Hürdenläufer

### 1981–1990
- Thomas Rowlands (* 1981), Ringer
- Staciana Stitts (* 1981), Schwimmerin[5]
- Matthew Taylor (* 1981), Fußballspieler

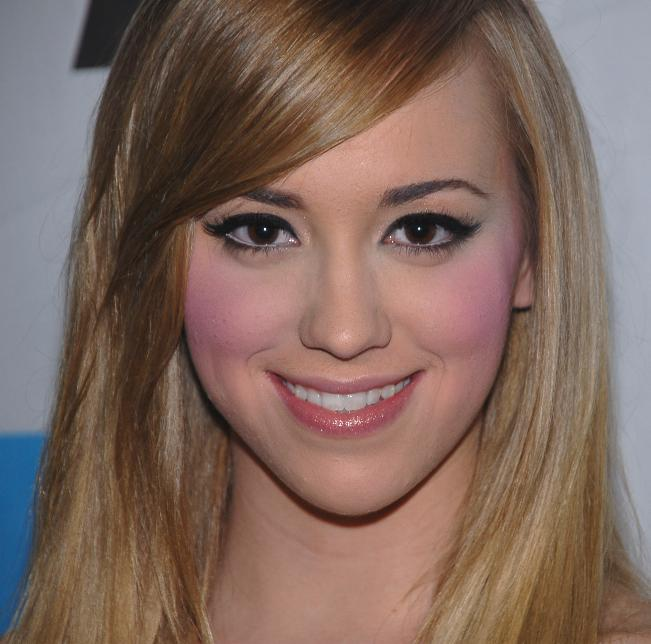
Andrea Bowen
(* 1990)

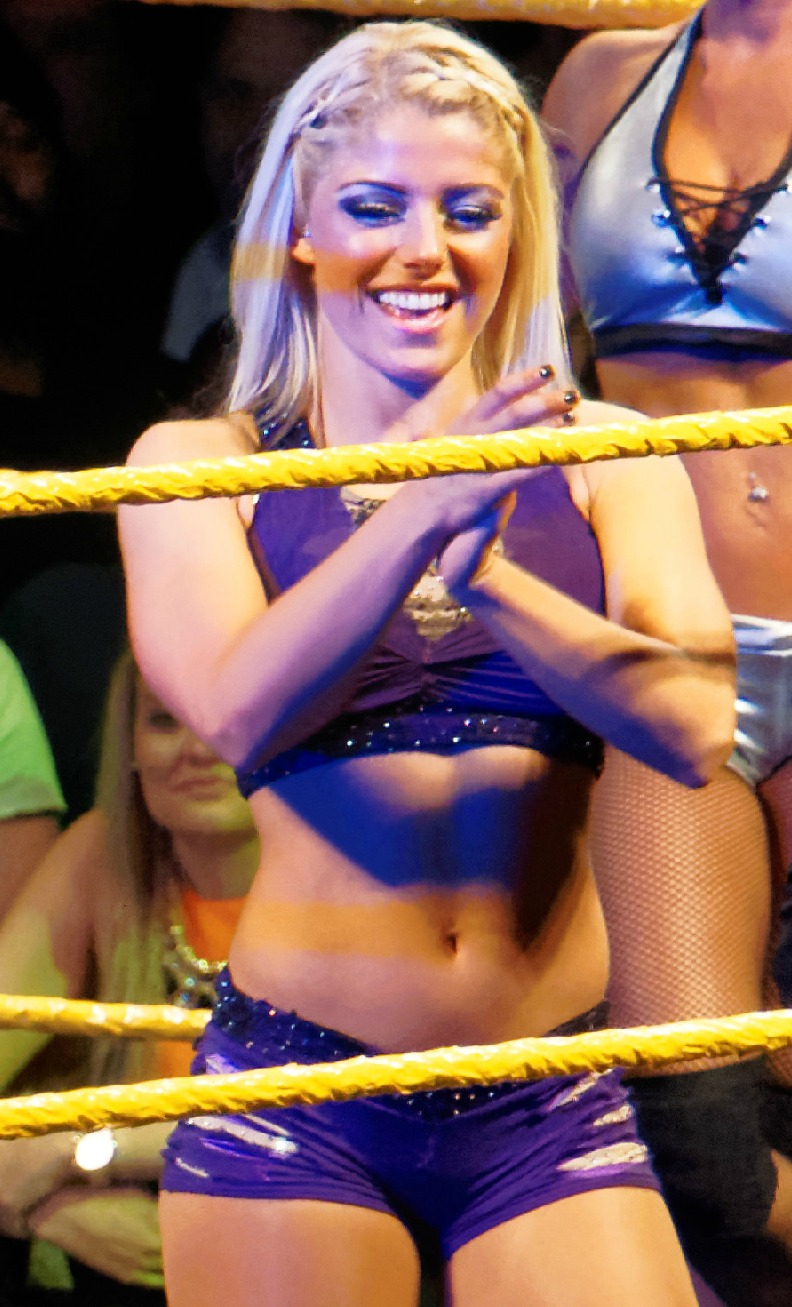
Alexa Bliss
(* 1991)

- Devin Green (* 1982), Basketballspieler
- Jessica Davenport (* 1985), Basketballspielerin
- Aaron Diehl (* 1985), Jazzmusiker
- Scott Seiver (* 1985), Pokerspieler
- Phil Gaimon (* 1986), Radrennfahrer
- Erica McLain (* 1986), Dreispringerin
- Nick Moore (* 1986), American-Football- und Canadian-Football-Spieler
- Maria Shipe (* 1986), Fußballspielerin
- Cory Michael Smith (* 1986), Schauspieler
- Bow Wow (* 1987), Rapper und Schauspieler
- Katherine Bell (* 1988), Wasserspringerin
- Xander Corvus (* 1988), Pornodarsteller
- Joshua William Dun (* 1988), Drummer der Band Twenty One Pilots
- Tyler Joseph (* 1988), Sänger der Band Twenty One Pilots
- Louie Vito (* 1988), Snowboarder
- John Hughes (* 1989), American-Football-Spieler
- Abby Johnston (* 1989), Wasserspringerin
- Graham Rahal (* 1989), Automobilrennfahrer
- Andrea Bowen (* 1990), Schauspielerin
- Johnny Franck (* 1990), Rock-Sänger, Gitarrist und Musikproduzent
- Kenny Stafford (* 1990), American-Football-, Arena-Football- und Canadian-Football-Spieler

### 1991–2000
- Alexa Bliss (* 1991), Wrestlerin bei der WWE
- Jake Borelli (* 1991), Schauspieler
- Chase Buchanan (* 1991), Tennisspieler
- Zac Kerin (* 1991), American-Football-Spieler
- Trey Burke (* 1992), Basketballspieler
- Jared Sullinger (* 1992), Basketballspieler
- Pat Elflein (* 1994), American-Football-Spieler
- Caris LeVert (* 1994), Basketballspieler
- Alexis Peterson (* 1995), US-amerikanisch-deutsche Basketballspielerin
- Kiefer Sherwood (* 1995), Eishockeyspieler
- Simone Biles (* 1997), Turnerin
- Liam McCullough (* 1997), American-Football-Spieler
- Jack Roslovic (* 1997), Eishockeyspieler
- Micah Thomas (* 1997), Jazzmusiker
- Austin Cindric (* 1998), NASCAR-Rennfahrer
- Antoine Winfield Jr. (* 1998), American-Football-Spieler
- Alexandra Sanford (* 1999), Tennisspielerin

## 21. Jahrhundert
- Cole Sillinger (* 2003), kanadischer Eishockeyspieler